# Preben Krab
Preben Krab, danski veslač, * 15. julij 1952, Gammel Haderslev.
Krab je bil krmar danskega dvojca s krmarjem, ki je na Poletnih olimpijskih igrah 1968 v Mexico Cityju osvojil bronasto medaljo. Veslača v čolnu takrat sta bila njegov brat Jørn Krab ter Harry Jørgensen.